# زندن (نوردراین-وستفالن)
زندن (به آلمانی: Senden) یک شهر در آلمان است که در Coesfeld واقع شده‌است. زندن ۲۰٬۶۵۷ نفر جمعیت دارد.

## خواهرخوانده
شهرهای یسن (الشتر) و کورونووو خواهرخوانده‌های زندن (نوردراین-وستفالن) هستند.